# Frontera entre l'Argentina i Bolívia
La frontera entre l'Argentina i Bolívia és la frontera internacional que separa els departaments de Bolívia de Tarija i Potosí de les províncies de l'Argentina de Jujuy i Salta.

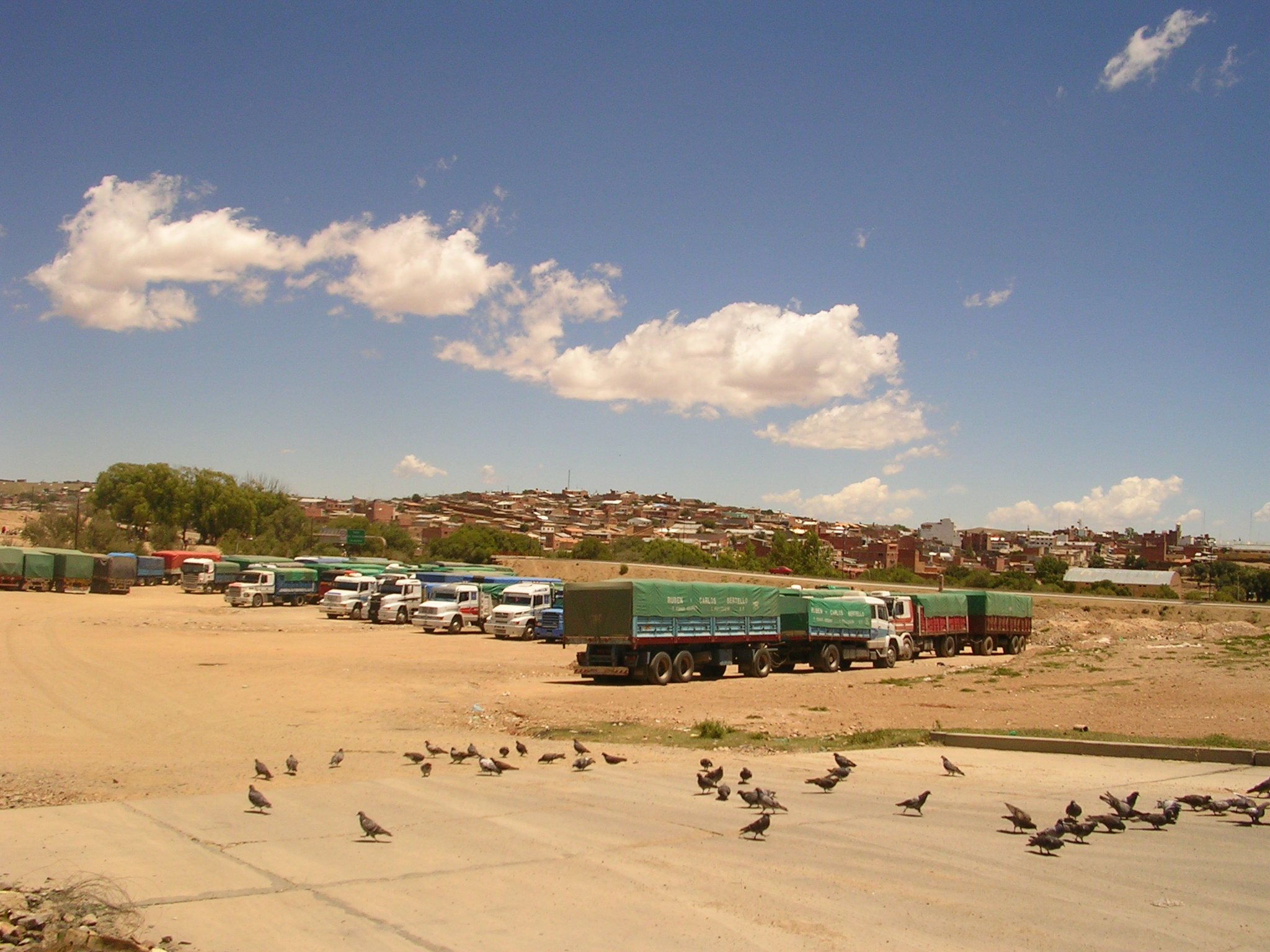
Pas fronterer de La Quiaca, a Jujuy. Del costat bolivià es troba Villazón, al departament de Potosí.

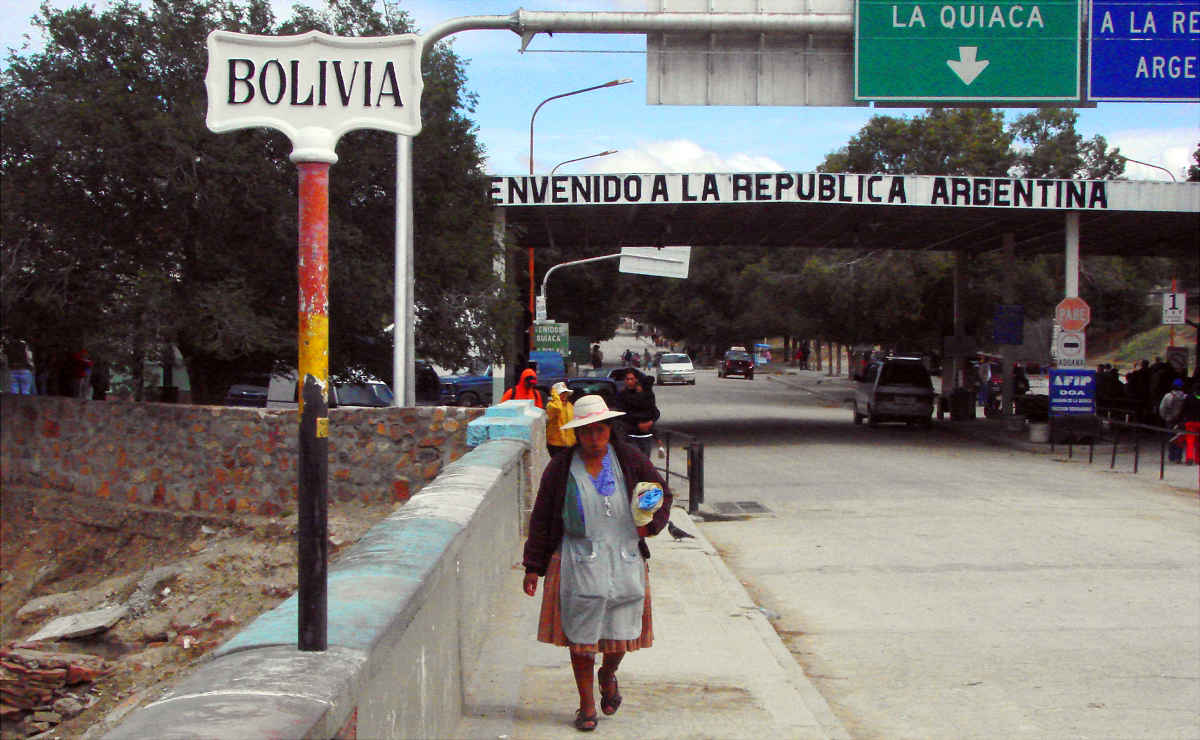
Pas fronterer vist des del costat bolivià.

## Traçat
D'oest a est, la frontera passa de l'Altiplà andí a les extenses planures del Chaco i passant pel medi ambient tropical de la iunga, des del trifini entre l'Argentina, Bolívia i Xile al trifini entre l'Argentina, Bolívia i el Paraguai.

## Passos fronterers
D'oest a est, hi ha tres passos fronterers principals:
- La Quiaca (ARG) - Villazón (BOL)
- Aguas Blancas (ARG) - Bermejo (BOL)
- Profesor Salvador Mazza (ARG) - Yacuiba (BOL)

## Història
En 2017 el govern argentí de Mauricio Macri va decidir endurir les condicions per travessar la frontera amb l'excusa de lluitar contra el contraban i el narcotràfic, el que provocà les protestes dels comerciants d'Aguas Blancas. L'agost de 2018 Argentina va enviar militars a la frontera per tal d'evitar-hi el tràfic de cocaïna. Això fou denunciat per Evo Morales com un intent de militaritzar la frontera.